# Arjun Maini

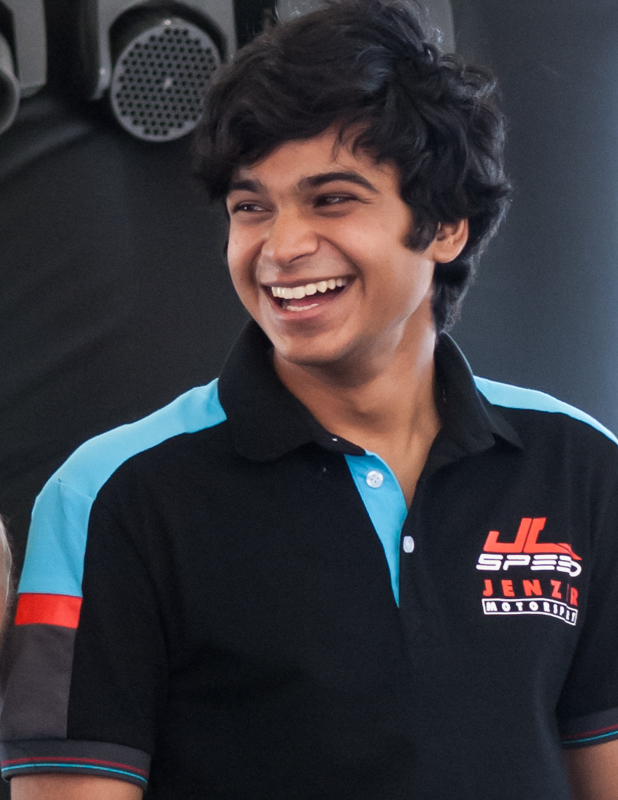
Arjun Maini 2017

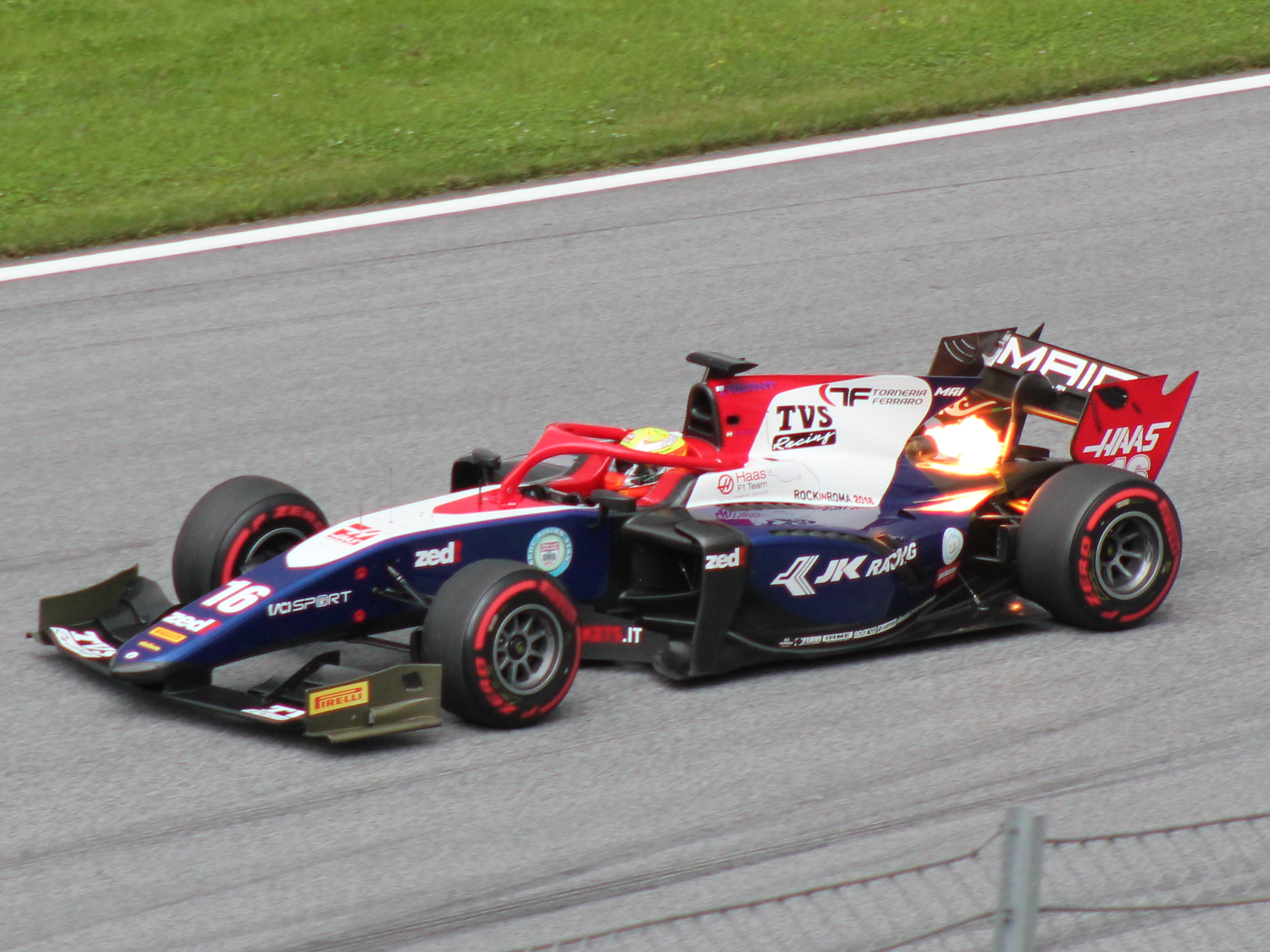
Arjun Maini beim Formel-2-Rennen in Spielberg 2018

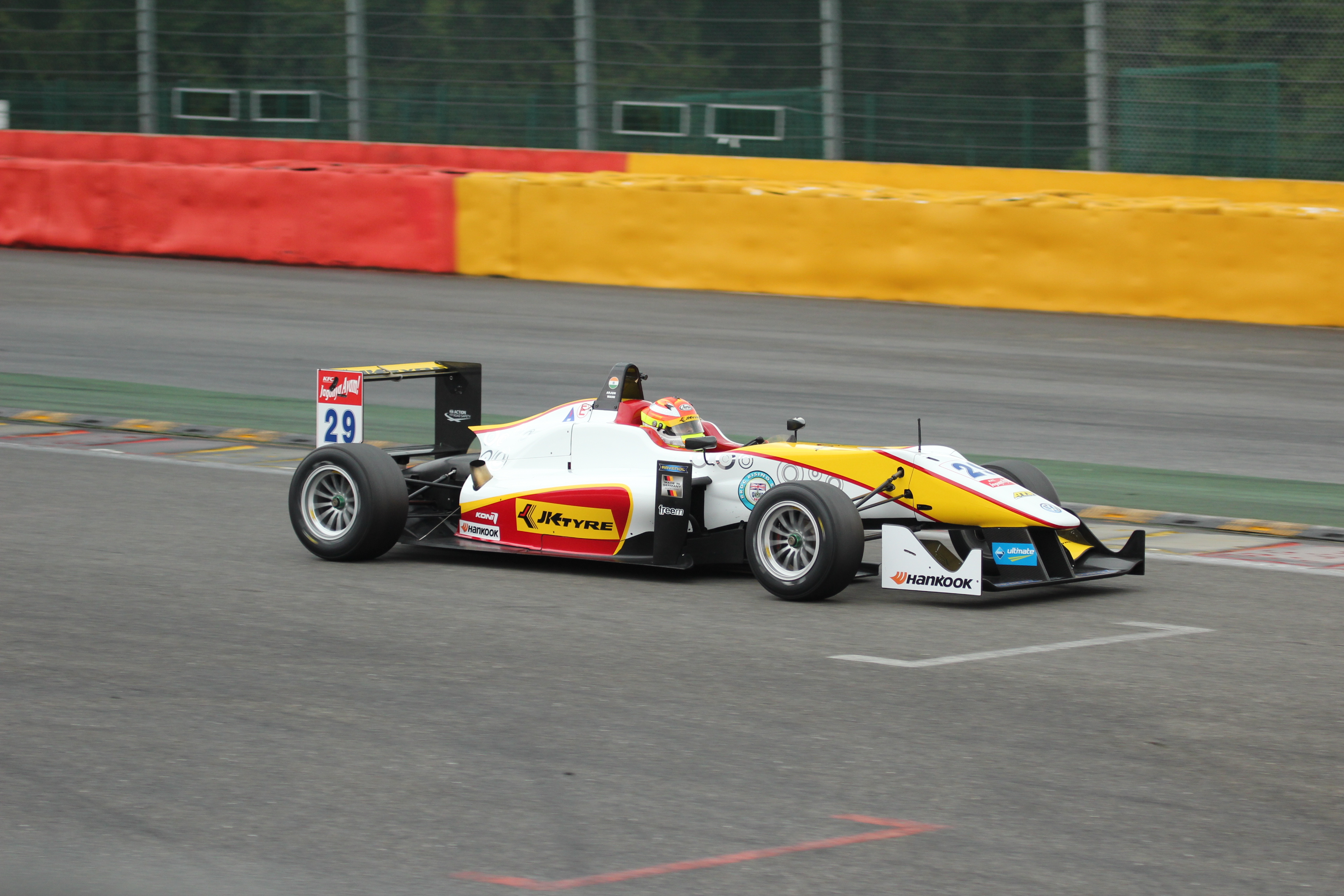
Arjun Maini in Spa-Francorchamps in der europäischen Formel-3-Meisterschaft 2015

Arjun Maini (* 10. Dezember 1997 in Bangalore) ist ein indischer Automobilrennfahrer. Er startete 2018 in der FIA-Formel-2-Meisterschaft.

## Karriere
Maini begann seine Motorsportkarriere 2003 im Kartsport, in dem er bis 2013 aktiv blieb. Unter anderem gewann er 2011 die indische Juniorenmeisterschaft. Maini nahm 2011 an dem von Force India organisierten Wettbewerb One From a Billion (deutsch: Einer aus einer Milliarde) teil. Force India suchte bei dem Wettbewerb nach einem talentierten, jungen Inder, der in den nächsten Jahren von dem Formel-1-Rennstall gefördert werden sollte. Maini gewann den Wettbewerb und nahm infolgedessen an europäischen Kartrennen teil.
2013 wechselte Maini in den Formelsport. Er startete für Meritus in der AsiaCup Series. Mit vier Podest-Platzierungen beendete er die Saison auf dem vierten Rang. 2014 trat Maini für Lanan Racing in der BRDC F4 Championship an. Maini gewann vier Rennen und ging als Meisterschaftsführender in das letzte Rennwochenende. Maini wurde Fünfter, während sein Teamkollege George Russell siegte und den Titel für sich entschied. Maini wurde mit drei Punkten Rückstand Gesamtzweiter.
Anfang 2015 nahm Maini an der Toyota Racing Series in Indien teil. Für M2 Competition startend gewann er zwei Rennen und stand insgesamt fünfmal auf dem Podium. Die Saison schloss er auf dem vierten Platz ab. Anschließend trat Maini 2015 für Van Amersfoort Racing in der europäischen Formel-3-Meisterschaft an. Mit einem vierten Platz als bestem Ergebnis wurde er 18. in der Fahrerwertung. 2016 wechselte Maini innerhalb der europäischen Formel-3-Meisterschaft zu Threebond with T-Sport. Er verließ die Rennserie nach dem vierten Rennwochenende und lag am Saisonende auf Gesamtplatz 21. Er wechselte stattdessen zu Jenzer Motorsport in die GP3-Serie. Dort erreichte er mit einem zweiten Platz als bestem Ergebnis den zehnten Platz im Gesamtklassement. In der GP3-Serie 2017 blieb Maini bei Jenzer Motorsport. Er gewann ein Rennen und stand als Dritter ein weiteres Mal auf dem Siegerpodest. In der Meisterschaft belegte er den neunten Platz.
2018 startete er für Trident in der FIA-Formel-2-Meisterschaft. Er belegte den 16. Platz in der Meisterschaftswertung.
Nachdem die DTM 2021 auf das GT3-Reglement umgestiegen war, setzte GetSpeed einen Mercedes AMG GT3 ein. Dieser wurde von Arjun Maini pilotiert. In den Jahren 2022 und 2023 fuhr er dann für das Team Haupt Racing Team.

## Persönliches
Mainis Vater Gautam Maini und sein Bruder Kush Maini sind ebenfalls Automobilrennfahrer.

## Statistik

### Karrierestationen
| - 2003–2013: Kartsport - 2013: AsiaCup Series (Platz 4) - 2014: BRDC F4 Championship (Platz 2) - 2015: Toyota Racing Series (Platz 4) - 2015: Europäische Formel 3 (Platz 18) - 2016: Europäische Formel 3 (Platz 21) - 2016: GP3-Serie (Platz 10) | - 2017: GP3-Serie (Platz 9) - 2018: Formel 2 (Platz 16) - 2019: Formel 2 (Platz 24) - 2020: European Le Mans Series (Platz 22) - 2020: Asian Le Mans Series (Platz 5) - 2021: Asian Le Mans Series (Platz 6) - 2021: DTM (Platz 12) | - 2022: Asian Le Mans Series (Platz 9) - 2022: DTM (Platz 19) - 2023: Asian Le Mans Series (Platz 11) - 2023: 24-Stunden-Rennen auf dem Nürburgring (Platz 8) - 2023: DTM (Platz 23) - 2023 ADAC GT Masters (Platz 11) |

### Einzelergebnisse in der europäischen Formel-3-Meisterschaft
| Jahr | Team                   | Motor                            | 1   | 2   | 3   | 4   | 5   | 6   | 7   | 8   | 9   | 10  | 11  | 12  | 13  | 14  | 15  | 16  | 17  | 18  | 19  | 20  | 21  | 22  | 23  | 24  | 25  | 26  | 27  | 28  | 29  | 30  | 31  | 32  | 33  | Punkte | Rang |
| ---- | ---------------------- | -------------------------------- | --- | --- | --- | --- | --- | --- | --- | --- | --- | --- | --- | --- | --- | --- | --- | --- | --- | --- | --- | --- | --- | --- | --- | --- | --- | --- | --- | --- | --- | --- | --- | --- | --- | ------ | ---- |
| 2015 | Van Amersfoort Racing  | Volkswagen                       | SIL | SIL | SIL | HO1 | HO1 | HO1 | PAU | PAU | PAU | MNZ | MNZ | MNZ | SPA | SPA | SPA | NOR | NOR | NOR | ZAN | ZAN | ZAN | SPI | SPI | SPI | POR | POR | POR | NÜR | NÜR | NÜR | HO2 | HO2 | HO2 | 27     | 18.  |
| 2015 | Van Amersfoort Racing  | Volkswagen                       | DNF | 14  | 16  | 15  | DNF | 13  | 12  | 4   | 5   | 10  | 20  | 20  | 17  | 23  | 16  | DNF | 14  | 17  | 13  | 15  | 17  | 21  | 15  | 22  | 28  | 24  | 16  | 8   | 12  | 16  | 29  | 14  | 17  | 27     | 18.  |
| 2016 | Threebond with T-Sport | ThreeBond Neil Brown Engineering | LEC | LEC | LEC | HUN | HUN | HUN | PAU | PAU | PAU | SPI | SPI | SPI | NOR | NOR | NOR | ZAN | ZAN | ZAN | SPA | SPA | SPA | NÜR | NÜR | NÜR | IMO | IMO | IMO | HOC | HOC | HOC |     |     |     | 3      | 21.  |
| 2016 | Threebond with T-Sport | ThreeBond Neil Brown Engineering | DNF | 13  | 16  | 14  | 15  | 15  | 18  | 10  | 9   | DNF | DNF | 18  |     |     |     |     |     |     |     |     |     |     |     |     |     |     |     |     |     |     |     |     |     | 3      | 21.  |

### Einzelergebnisse in der GP3-Serie
| Jahr | Team              | 1   | 2   | 3   | 4   | 5   | 6   | 7   | 8   | 9   | 10  | 11  | 12  | 13  | 14  | 15  | 16  | 17  | 18  | Punkte | Rang |
| ---- | ----------------- | --- | --- | --- | --- | --- | --- | --- | --- | --- | --- | --- | --- | --- | --- | --- | --- | --- | --- | ------ | ---- |
| 2016 | Jenzer Motorsport | ESP | ESP | AUT | AUT | GBR | GBR | HUN | HUN | GER | GER | BEL | BEL | ITA | ITA | MAS | MAS | UAE | UAE | 50     | 10.  |
| 2016 | Jenzer Motorsport |     |     |     |     | 8   | 19  | 8   | 2   | 7   | 5   | DNF | 16  | 14  | 6   | 4   | 7   | 14  | 14  | 50     | 10.  |
| 2017 | Jenzer Motorsport | ESP | ESP | AUT | AUT | GBR | GBR | HUN | HUN | BEL | BEL | ITA | ITA | ESP | ESP | UAE | UAE |     |     | 72     | 9.   |
| 2017 | Jenzer Motorsport | 7   | 1   | 10  | 16  | 6   | 5   | DNF | 8   | 4   | 6   | 16* | C   | 17  | 12  | 3   | 6   |     |     | 72     | 9.   |

### Einzelergebnisse in der FIA-Formel-2-Meisterschaft
| Jahr | Team    | 1   | 2   | 3   | 4   | 5   | 6   | 7   | 8   | 9   | 10  | 11  | 12  | 13  | 14  | 15  | 16  | 17  | 18  | 19  | 20  | 21  | 22  | 23  | 24  | Punkte | Rang |
| ---- | ------- | --- | --- | --- | --- | --- | --- | --- | --- | --- | --- | --- | --- | --- | --- | --- | --- | --- | --- | --- | --- | --- | --- | --- | --- | ------ | ---- |
| 2018 | Trident | BRN | BRN | AZE | AZE | ESP | ESP | MON | MON | FRA | FRA | AUT | AUT | GBR | GBR | HUN | HUN | BEL | BEL | ITA | ITA | RUS | RUS | UAE | UAE | 24     | 16.  |
| 2018 | Trident | 15  | 14  | DNF | 5   | DNF | 13  | 5   | 5   | 10  | 13  | 14  | 10  | 14  | 13  | 12  | 14  | 14  | 8   | DNF | 9   | 15  | 15  | DNF | DNS | 24     | 16.  |

| Legende  | Legende            | Legende                                                          |
| Farbe    | Abkürzung          | Bedeutung                                                        |
| -------- | ------------------ | ---------------------------------------------------------------- |
| Gold     | –                  | Sieg                                                             |
| Silber   | –                  | 2. Platz                                                         |
| Bronze   | –                  | 3. Platz                                                         |
| Grün     | –                  | Platzierung in den Punkten                                       |
| Blau     | –                  | Klassifiziert außerhalb der Punkteränge                          |
| Violett  | DNF                | Rennen nicht beendet (did not finish)                            |
| Violett  | NC                 | nicht klassifiziert (not classified)                             |
| Rot      | DNQ                | nicht qualifiziert (did not qualify)                             |
| Rot      | DNPQ               | in Vorqualifikation gescheitert (did not pre-qualify)            |
| Schwarz  | DSQ                | disqualifiziert (disqualified)                                   |
| Weiß     | DNS                | nicht am Start (did not start)                                   |
| Weiß     | WD                 | zurückgezogen (withdrawn)                                        |
| Hellblau | PO                 | nur am Training teilgenommen (practiced only)                    |
| Hellblau | TD                 | Freitags-Testfahrer (test driver)                                |
| ohne     | DNP                | nicht am Training teilgenommen (did not practice)                |
| ohne     | INJ                | verletzt oder krank (injured)                                    |
| ohne     | EX                 | ausgeschlossen (excluded)                                        |
| ohne     | DNA                | nicht erschienen (did not arrive)                                |
| ohne     | C                  | Rennen abgesagt (cancelled)                                      |
| ohne     | keine WM-Teilnahme |                                                                  |
| sonstige | P/fett             | Pole-Position                                                    |
| sonstige | 1/2/3/4/5/6/7/8    | Punktplatzierung im Sprint-/Qualifikationsrennen                 |
| sonstige | SR/kursiv          | Schnellste Rennrunde                                             |
| sonstige | *                  | nicht im Ziel, aufgrund der zurückgelegten Distanz aber gewertet |
| sonstige | ()                 | Streichresultate                                                 |
| sonstige | unterstrichen      | Führender in der Gesamtwertung                                   |

### Le-Mans-Ergebnisse
| Jahr | Team                    | Fahrzeug | Teamkollege | Teamkollege | Platzierung     | Ausfallgrund |
| ---- | ----------------------- | -------- | ----------- | ----------- | --------------- | ------------ |
| 2019 | RLR Msport Tower Events | Oreca 07 | John Farano | Norman Nato | nicht klassiert |              |